# Ira Levin
Ira Marvin Levin (ur. 27 sierpnia 1929 w Nowym Jorku, zm. 12 listopada 2007 tamże) – amerykański pisarz pochodzenia żydowskiego, dziecko imigrantów z Rosji. Autor powieści, sztuk teatralnych i tekstów piosenek. 

## Życiorys
Oczekiwano, że przejmie po ojcu interesy importując zabawki, ale w wieku piętnastu lat zdecydował, że chce kontynuować karierę jako pisarz. Studiował na Uniwersytecie Nowojorskim, na kierunkach filozofia i filologia angielska. Po studiach pisał scenariusze do filmów szkoleniowych oraz skrypty dla telewizji. Pierwszą powieść, A Kiss Before Dying, napisał w wieku 22 lat.
Był pisarzem wszechstronnym; w jego dorobku są zarówno dreszczowce, jak i komedie. Filmowa wersja jego sztuki No Time For Sergeants zainicjowała karierę Andy’ego Griffitha. Najbardziej znaną sztuką Levina jest Deathtrap, do dzisiaj wystawiana na Broadwayu. Została ona sfilmowana w 1982, wystąpili w niej Christopher Reeve i Michael Caine.
Najbardziej znaną powieścią Levina jest Dziecko Rosemary, horror opowiadający o satanizmie i okultyzmie.

## Twórczość

### Powieści
- Pocałunek przed śmiercią (A Kiss Before Dying, 1952)
- Dziecko Rosemary (Rosemary’s Baby, 1967)
- Ten wspaniały dzień (This Perfect Day, 1970, wyd. pol. 1995)
- Żony ze Stepford (The Stepford Wives, 1972, wyd. pol. 1992)
- Chłopcy z Brazylii (The Boys from Brazil, 1976, wyd. pol. 1992)
- Sliver (Sliver, 1991, wyd. pol. 1994)
- Son of Rosemary (1997)

### Musicale
- Drat! The Cat! (1965) – libretto